# Nõmme (Hiiumaa)
Koordinaten: 58° 50′ N, 22° 45′ O
Nõmme ist ein Dorf (estnisch küla) in der Landgemeinde Hiiumaa (bis 2017: Landgemeinde Käina). Es liegt auf der zweitgrößten estnischen Insel Hiiumaa (deutsch Dagö). Nõmme ist nicht zu verwechseln mit Reigi-Nõmme, das ebenfalls auf der Insel Hiiumaa liegt und bis 2017 Nõmme hieß.

## Beschreibung
Nõmme (deutsch Nömme) hat 62 Einwohner (Stand 31. Dezember 2011). Die Ortschaft liegt nordwestlich des Dorfes Käina (Keinis).
Der Ort wurde 1611 als Neme urkundlich erwähnt.